# Boissy-sans-Avoir
Boissy-sans-Avoir là một xã thuộc tỉnh Yvelines trong vùng Île-de-France miền bắc nước Pháp.
It is the burial place of actress Romy Schneider.

## Tham khảo

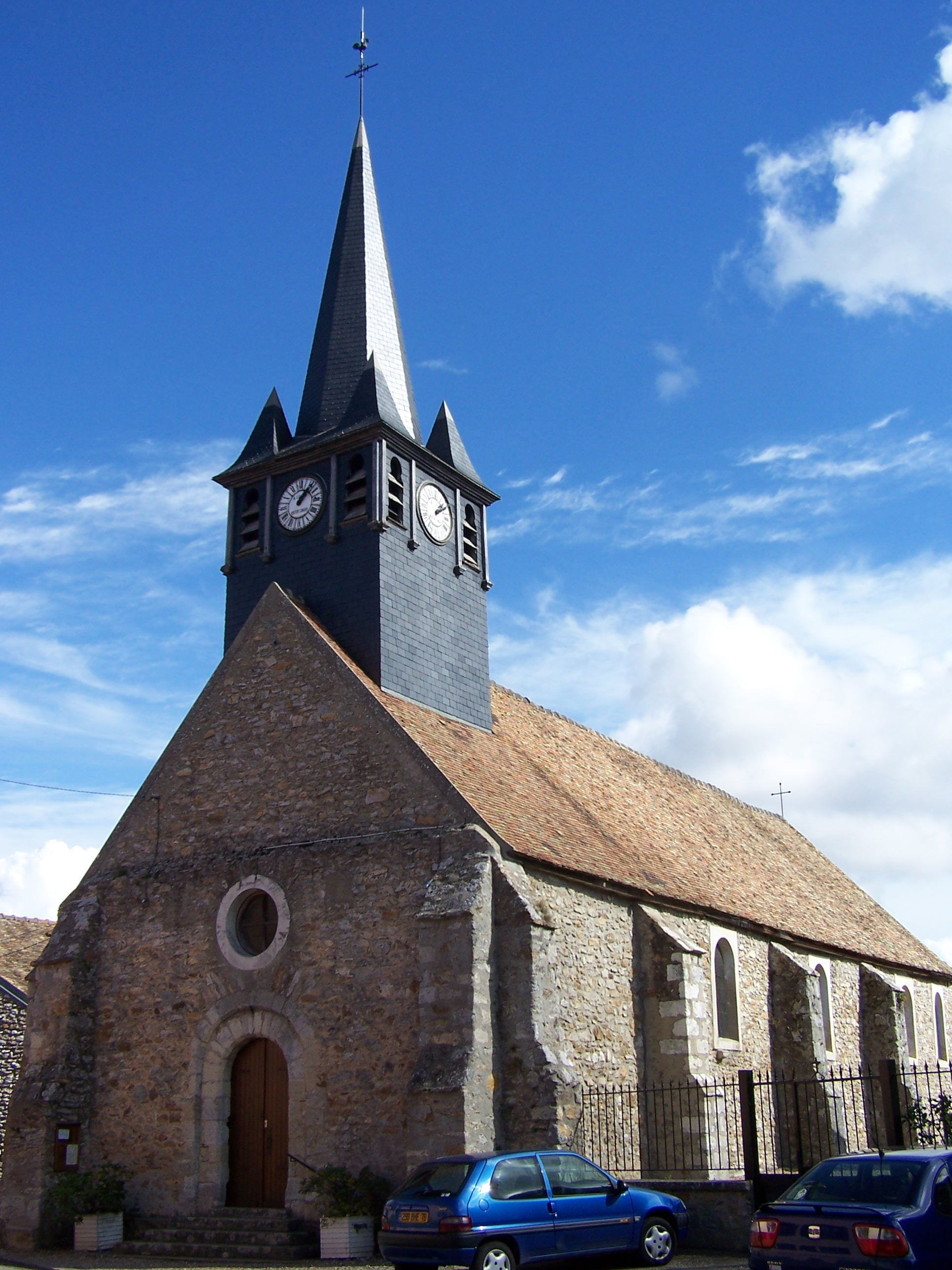
Eglise Saint-Sébastien